# Économie de la Moldavie
Les enjeux de l’économie de la République de Moldavie se situent comme sa position géographique entre l’Ouest et l’Est. Le pays, principal fournisseur de vin, de légumes et de fruits pour les anciennes républiques soviétiques, s’est retrouvé après la dislocation de l’Union soviétique en 1991 en limite de zones d’influence initialement partenaires, mais de plus en plus antagonistes à partir de 1992. À l’Ouest, l’Union européenne, l’Alece, le Guam, le Partenariat oriental, l’OTAN et la Roumanie ; à l’Est la CEI, l’Eurasec, l’Ukraine et la sphère d’influence russe. La perte de ses marchés traditionnels, la dépendance énergétique du gaz russe et la sécession de la principale région industrielle, la Transnistrie, ont provoqué la chute dramatique de son PIB. Ce contexte conditionne tant son économie que ses relations internationales.
Place de la Moldavie dans les organisations régionales européennes (Alece et Guam) en haut à gauche. La Moldavie est comparable à la Belgique par sa taille (33 843 km2), son relief peu élevé (430 m au point culminant) par son multi-linguisme et par le fait que les langues sont aussi parlées dans les pays voisins. Sa structure politique aussi, avec des unités territoriales autonomes aux langues officielles différentes et tentées par le séparatisme, présente des similitudes avec la Belgique, et génère de semblables difficultés et compromis politiques. Mais la Belgique n’a connu que huit ans de dictature durant les cent dernières années (les deux périodes d’occupation allemande des deux guerres mondiales) et ne subit pas de pressions géopolitiques extérieures entravant son développement, alors que la Moldavie a connu plus d’un demi-siècle de régimes totalitaires successivement fasciste puis communiste stalinien, avec des génocides et déportations qui ont fortement amoindri sa population initiale, et que l’afflux de colons soviétiques n’a pas suffi à compenser : selon les données des recensements, de 1940 à 1950 le pays a perdu un tiers de ses habitants, passant de 3 200 000 personnes selon le recensement roumain de 1938, à 2 229 000 selon le recensement soviétique de 1950. Aujourd’hui, la Moldavie est bien moins peuplée que la Belgique puisqu’elle compte 3,56 millions d'habitants contre onze. Deux décennies de pressions économiques et politiques extérieures ont suivi son indépendance, entravant ses importations d’énergie et ses exportations agricoles et vinicoles. Ces pressions sont venues de l’Est lorsqu’elle tentait de se rapprocher de ses voisins occidentaux, et de l’Ouest lorsqu’elle revenait vers ses voisins orientaux.
Conséquence de ce contexte, le niveau de vie n’a rien de comparable : le PNB moldave par habitant (900 $ en 1996) représente moins d’un vingtième de celui de la Belgique (23 000 $ en 1996) ! La densité des infrastructures, les capacités agricoles et le tissu industriel, eux non plus, ne sont pas comparables : située au cœur économique de l’Europe, la Belgique est un attracteur d’investissements et de travailleurs, alors que la Moldavie voit l’argent et la population active s’expatrier. C’est pourquoi le pays tente de se rapprocher de l’Union Européenne tout en évitant de s’aliéner son principal fournisseur d’énergie et importateur de denrées, la Russie : exercice difficile que compliquent encore les rivalités internes culturelles et linguistiques, recouvrant et manifestant des contentieux plus anciens liés aux spoliations, massacres et déportations croisées du passé... Cependant, malgré la brève et limitée guerre civile de 1992, les habitants, les partis et les communautés ont réussi à trouver des compromis acceptables à défaut d'être satisfaisants pour tout le monde, et même si parfois on entend des hommes politiques proférer des menaces ou des manifestants exprimer leurs craintes et leurs colères, la paix règne et malgré tout, la pauvreté recule : les premiers signes de redressement en 2000 sont suivis de plusieurs années de forte croissance économique (plus de 8 % en première partie de 2005). Toutefois, le manque de réformes structurelles et une économie souterraine évaluée à près de 40 % du PIB, provoquent une inflation à deux chiffres (entre 12 % et 15 % par an) et un déficit commercial important (financé en partie par les transferts d’argent des nombreux Moldaves qui travaillent à l’étranger).